# Mahindra & Mahindra
Махиндра, званично Mahindra & Mahindra, индијски је мултинационални произвођач аутомобила са седиштем у Мумбају. Један је од највећих произвођача возила у Индији и највећи произвођач трактора у свету. Део је индијског конгломерата Махиндра групе. Поред путничких аутомобила производи још и комерцијална возила и мотоцикле. Највећи конкуренти на индијском тржишту су му Тата моторс, Марути Сузуки и Ашкок Лејланд.
Махиндра је 2015. године била други највећи произвођач аутомобила у Индији иза Тата моторса са 422.121 јединица, а 31. у свету.
Компанија је основана 1945. године и бавила се пословима везаним за челик. 1948. долази до преименовања компаније у Mahindra & Mahindra, што говори да се компанија налази у власништву два брата. Тек деценију касније компанија улази на аутомобилску сцену, склапајући под лиценцом Џип Вилис за индијско тржиште. Компанија се стално развија и почиње са производњом трактора и лаких комерцијалних возила.
Неки од најпопуларнијих модела које производи Махиндра су e20, Renault Verito, Xylo, Mahindra Thar, Quanto, XUV 500, Bolero и Scorpio. Већина возила које Махиндра производи су теренски аутомобили, пикапови, седан аутомобили и комерцијална возила. Поседује фабрику у Индији, Кини, Уједињеном Краљевству, а има и три погона у Сједињеним Америчким Државама. Махиндра одржава пословне односе и са страним компанијама као што је Рено. Са Реноом има заједничку компанију Mahindra Renault Limited, која од 2007. године за индијско тржиште производи модел логан. Махиндра је присутна на глобалном нивоу. Њезине подружнице су Mahindra Europe S.r.l. са седиштем у Италији, Mahindra USA Inc., Mahindra South Africa и Mahindra (China) Tractor Co. Ltd.
Фебруара 2011, Махиндра је откупила 70% удела јужнокорејског произвођача аутомобила Сангјонг.